# Битка при Гюргево
Битката при Гюргево (на румънски: Bătălia de la Giurgiu) е една от най-решителните победи в историята на Влахия, благодарение на която Михай Храбри успява да запази de facto независимостта на Влашко, да развие стратегическото си настъпление на юг в българските земи (през следващите години до Първото търновско въстание) и да обедини за пръв път трите дунавски княжества под една власт.
Михай Храбри възползвайки се от стратегическото си приемущество след битката при Кълугерени, с помощта на трансилванския владетел Сигизмунд Батори, успява да изгони османците от Търговище (на 6 октомври) и от Букурещ (на 12 октомври), след което развива успехите с решителна битка с която прогонва окончателно натрапниците преди зимата. Османците са изненадани в Гюргево, взети са 8000 пленници акънджии, които постфактум са освободени. С тосканската артилерия е бомбардирана крепостта на Дунава и завладяна.
Решителна победа за Михай Храбри, която води до стратегическа загуба на Влашко за османците в хода на дългата война, в резултат от която областта продължава да се управлява от видни представители на фамилиите Кантакузино и Крайовеску през XVII век. Османците никога повече не кроят планове за превръщане на Влашко в османски еялет.
Битката на практика слага началото на края на акънджийския корпус на империята, който в началото на дългата война наброява 50 000 акънджии, докато техният брой след края на войната (към 1630 г.) възлиза на около 2000.  Победата позволява на Михай Храбри да пренесе през следващите няколко години войната на юг от Дунава. По време на походите му в днешна Северна България са преселени във Влашко поне 15 – 16 хил. българи. Първото търновско въстание е логистирано от Влашко, а след края му в Константинопол е екзекутиран Андроник Кантакузино – водача на радикалната прохристиянска румелийска партия в османската столица. Във Влашко след битката се формират първите сейменски отряди, а плячката за Михай Храбри и Сигизмунд Батори от гюргевската крепост е 2 млн. жълтици.